# Lestes inaequalis
Lestes inaequalis – gatunek ważki z rodziny pałątkowatych (Lestidae). Występuje we wschodniej i środkowej części Ameryki Północnej, na terytorium USA i Kanady.